# خير الدين زرابي
خير الدين زرابي (18 يوليو 1984 ببلدية حسين داي في الجزائر - ) هو لاعب كرة قدم جزائري في مركز الدفاع. شارك مع منتخب الجزائر تحت 23 سنة لكرة القدم. أما مع النوادي، فقد لعب مع رائد القبة وشباب بلوزداد ونادي أروكا ونادي أونياو دا ماديرا ونادي بيلينينسش ونادي توركو ونادي فيتوريا سيتوبال ونادي ليتشويس ونيم أولمبيك ووفاق سطيف.

## روابط خارجية
- خير الدين زرابي على موقع قاعدة بيانات كرة القدم.إي يو (الإنجليزية)
- خير الدين زرابي على موقع Soccerway.com (الإنجليزية)
- خير الدين زرابي على موقع AS.com (الإسبانية)